# Etapa Provincial del Cusco 2024
La Etapa Provincial del Cusco 2024 fue un torneo de fútbol en el que participaron los campeones y subcampeones de la etapa distrital de los ocho distritos de la provincia del Cusco. En total, compitieron 16 equipos. El campeonato fue ganado por CD Jesuscelence, que se impuso en la final a Juventud Progreso mediante una tanda de penales, en un emocionante partido celebrado el 27 de julio. Tanto el campeón como el subcampeón de este torneo representarán a la provincia del Cusco en la etapa departamental del campeonato.

## Formato
El torneo contará con la presencia de 16 equipos divididos en 4 grupos donde jugarán en ronda de todos contra todos. Los dos primeros de cada grupo pasarán a los cuartos de final, luego a la semifinal y después a la final. El campeón y el subcampeón de esta etapa serán los representantes en la Etapa departamental del Cusco 2024.  

## Equipos participantes
| Distrito      | Campeón             | Grupo | Subcampeón            | Grupo |
| ------------- | ------------------- | ----- | --------------------- | ----- |
| Ccorca        | CD San Jorge        | C     | FC Villareal          | A     |
| Cusco         | Club UNSAAC         | D     | CD Balconcillo        | A     |
| Poroy         | Cultural Roland     | C     | Pedacito de Cielo     | B     |
| San Jerónimo  | CD Jesuscelence     | A     | Deportivo Royalito    | B     |
| San Sebastián | Club Talleres Cusco | B     | FC Granada            | C     |
| Santiago      | Almudena FBC        | D     | Alianza Zarzuela      | C     |
| Saylla        | CD Real Sociedad    | A     | CD Estudiantes Saylla | D     |
| Wanchaq       | Juventud Progreso   | B     | Martín García         | D     |

## Primera etapa - Fase de grupos

### Grupo A
|   | FECHA    | HORA  | Equipo 1         |   | Equipo 2         |   | Estadio                  |
| - | -------- | ----- | ---------------- | - | ---------------- | - | ------------------------ |
| 1 | 09/06/24 | 11:00 | CD Balconcillo   | 1 | FC Villareal     | 3 | Est. Colegio Garcilaso   |
| 1 | 09/06/24 | 15:00 | CD Real Sociedad | 0 | CD Jesúscelence  | 3 | Est. Municipal de Saylla |
| 2 | 16/06/24 | 10:00 | CD Real Sociedad | 1 | CD Balconcillo   | 1 | Est. Municipal de Saylla |
| 2 | 16/06/24 | 13:30 | FC Villareal     | 0 | CD Jesuscelence  | 4 | Est. Municipal de Ccorca |
| 3 | 19/06/24 | 13:00 | CD Jesuscelence  | 1 | CD Balconcillo   | 0 | Est. Cajonahuaylla       |
| 3 | 20/06/24 | 13:00 | FC Villareal     | 1 | CD Real Sociedad | 2 | Est. Municipal de Ccorca |
| 4 | 22/06/24 | 15:00 | CD Jesúscelence  | 7 | CD Real Sociedad | 1 | Est. Cajonahuaylla       |
| 4 | 23/06/24 | 13:00 | FC Villareal     | 2 | CD Balconcillo   | 1 | Est. Municipal de Ccorca |
| 5 | 27/06/24 | 14:00 | CD Balconcillo   | 5 | CD Real Sociedad | 1 |                          |
| 5 | 26/06/24 | 13:00 | CD Jesúscelence  | 3 | FC Villareal     | 0 |                          |
| 6 | 30/06/24 | 11:30 | CD Real Sociedad | 2 | FC Villareal     | 1 | Est. Municipal de Saylla |
| 6 | 01/07/24 | 14:00 | CD Balconcillo   | 3 | CD Jesúscelence  | 6 | Est. Ccoripata           |

#### Tabla de posiciones GRUPO A
| Pos. | Equipo           | Pts. | PJ | PG | PE | PP | GF | GC | Dif. |
| ---- | ---------------- | ---- | -- | -- | -- | -- | -- | -- | ---- |
| 1.º  | CD Jesuscelence  | 18   | 6  | 6  | 0  | 0  | 24 | 4  | 20   |
| 2.º  | CD Real Sociedad | 7    | 6  | 2  | 1  | 3  | 7  | 18 | −11  |
| 3.º  | FC Villareal     | 6    | 6  | 2  | 0  | 4  | 7  | 13 | −6   |
| 4.º  | CD Balconcillo   | 4    | 6  | 1  | 1  | 4  | 11 | 14 | −3   |

|  | Clasifica a cuartos de final. |

### Grupo B
|   | FECHA    | HORA  | Equipo 1            |   | Equipo 2            |   | Estadio                     |
| - | -------- | ----- | ------------------- | - | ------------------- | - | --------------------------- |
| 1 | 09/06/24 | 11:00 | Deportivo Royalito  | 3 | Pedacito de Cielo   | 2 | Est. Municipal San Jerónimo |
| 1 | 13/06/24 | 13:00 | Club Talleres Cusco | 3 | Juventud Progreso   | 2 | Diego Quispe Tito           |
| 2 | 15/06/24 | 15:00 | Juventud Progreso   | 3 | Pedacito de Cielo   | 0 | Est. "El hueco"             |
| 2 | 16/06/24 | 11:00 | Club Talleres Cusco | 3 | Deportivo Royalito  | 1 | Diego Quispe Tito           |
| 3 | 19/06/24 | 13:00 | Club Talleres Cusco | 5 | Pedacito de Cielo   | 2 | Diego Quispe Tito           |
| 3 | 19/06/24 | 13:00 | Deportivo Royalito  | 0 | Juventud Progreso   | 0 | Est. Municipal San Jerónimo |
| 4 | 22/06/24 | 11:00 | Pedacito de Cielo   | 0 | Deportivo Royalito  | 6 | Est. Municipal de Poroy     |
| 4 | 22/06/24 |       | Juventud Progreso   | 3 | Club Talleres Cusco | 0 | Est. "El hueco"             |
| 5 | 26/06/24 | 13:00 | Deportivo Royalito  | 0 | Club Talleres Cusco | 1 | Est. "El hueco"             |
| 5 |          | 15:00 | Pedacito de Cielo   | 2 | Juventud Progreso   | 3 |                             |
| 6 | 29/06/24 | 11:00 | Juventud Progreso   | 2 | Deportivo Royalito  | 0 | Est. "El hueco"             |
| 6 | 29/06/24 | 14:00 | Pedacito de Cielo   | 0 | Club Talleres Cusco | 2 | Est. Municipal de Poroy     |

#### Tabla de posiciones GRUPO B
| Pos. | Equipo              | Pts. | PJ | PG | PE | PP | GF | GC | Dif. |
| ---- | ------------------- | ---- | -- | -- | -- | -- | -- | -- | ---- |
| 1.º  | Club Talleres Cusco | 15   | 6  | 5  | 0  | 1  | 14 | 8  | 6    |
| 2.º  | Juventud Progreso   | 13   | 6  | 4  | 1  | 1  | 13 | 5  | 8    |
| 3.º  | Deportivo Royalito  | 7    | 6  | 2  | 1  | 3  | 10 | 8  | 2    |
| 4.º  | Pedacito de Cielo   | 0    | 6  | 0  | 0  | 6  | 6  | 22 | −16  |

|  | Clasifica a cuartos de final. |

### Grupo C
|   | FECHA    |       | Equipo 1         |   | Equipo 2         |   | Estadio                 |
| - | -------- | ----- | ---------------- | - | ---------------- | - | ----------------------- |
| 1 | 09/06/24 | 11:00 | Alianza Zarzuela | 0 | FC Granada       | 0 | Est. Ccoripata          |
| 1 | 09/06/24 | 14:00 | CD San Jorge     | 2 | Cultural Roland  | 3 | Est. Municipal Ccorca   |
| 2 | 16/06/24 | 11:00 | CD San Jorge     | 3 | Alianza Zarzuela | 0 | Est. Municipal Ccorca   |
| 2 | 16/06/24 | 15:00 | FC Granada       | 2 | Cultural Roland  | 1 | Diego Quispe Tito       |
| 3 | 19/06/24 | 15:00 | CD San Jorge     | 2 | FC Granada       | 2 | Est. Municipal Ccorca   |
| 3 | 20/06/24 | 12:00 | Alianza Zarzuela | 1 | Cultural Roland  | 2 | Est. Ccoripata          |
| 4 | 22/06/24 | 13:00 | Cultural Roland  | 2 | CD San Jorge     | 3 | Est. Municipal de Poroy |
| 4 | 23/06/24 | 15:00 | FC Granada       | 3 | Alianza Zarzuela | 1 | Diego Quispe Tito       |
| 5 | 26/06/24 | 15:00 | FC Granada       | 3 | CD San Jorge     | 1 |                         |
| 5 |          |       | Cultural Roland  | 7 | Alianza Zarzuela | 1 |                         |
| 6 | 29/06/24 | 12:00 | Cultural Roland  | 1 | FC Granada       | 0 | Est. Municipal de Poroy |
| 6 | 30/06/24 | 11:00 | Alianza Zarzuela | 3 | CD San Jorge     | 4 | Est. Ccoripata          |

#### Tabla de posiciones GRUPO C
| Pos. | Equipo           | Pts. | PJ | PG | PE | PP | GF | GC | Dif. |
| ---- | ---------------- | ---- | -- | -- | -- | -- | -- | -- | ---- |
| 1.º  | Cultural Roland  | 12   | 6  | 4  | 0  | 2  | 16 | 9  | 7    |
| 2.º  | FC Granada       | 11   | 6  | 3  | 2  | 1  | 10 | 6  | 4    |
| 3.º  | CD San Jorge     | 10   | 6  | 3  | 1  | 2  | 15 | 13 | 2    |
| 4.º  | Alianza Zarzuela | 1    | 6  | 0  | 1  | 5  | 6  | 19 | −13  |

|  | Clasifica a cuartos de final. |

### Grupo D
|   | FECHA    | HORA  | Equipo 1              |   | Equipo 2              |   | Estadio               |
| - | -------- | ----- | --------------------- | - | --------------------- | - | --------------------- |
| 1 | 10/06/24 | 12:00 | CD Estudiantes Saylla | 1 | Almudena FBC          | 3 | Est. Municipal Saylla |
| 1 | 13/06/24 | 12:00 | Martín García         | 0 | Club UNSAAC           | 0 | Est. Ccoripata        |
| 2 | 15/06/24 | 11:00 | Martín García         | 1 | Almudena FBC          | 0 | Est. "El hueco"       |
| 2 | 16/06/24 | 13:00 | CD Estudiantes Saylla | 2 | Club UNSAAC           | 1 | Est. Municipal Saylla |
| 3 | 19/06/24 | 12:00 | Almudena FBC          | 1 | Club UNSAAC           | 2 | Est. Ccoripata        |
| 3 | 20/06/24 | 15:00 | CD Estudiantes Saylla | 2 | Martín García         | 0 | Est. Municipal Saylla |
| 4 | 22/06/24 |       | Club UNSAAC           | 1 | Martín García         | 0 | Est. "El hueco"       |
| 4 | 23/06/24 | 11:00 | Almudena FBC          | 2 | CD Estudiantes Saylla | 1 | Est. Ccoripata        |
| 5 |          |       | Club UNSAAC           | 4 | CD Estudiantes Saylla | 0 |                       |
| 5 | 27/06/24 | 12:00 | Almudena FBC          | 1 | Martín García         | 2 |                       |
| 6 | 29/06/24 | 14:00 | Club UNSAAC           | 3 | Almudena FBC          | 1 | Est. "El hueco"       |
| 6 | 30/06/24 | 14:30 | CD Estudiantes Saylla | 2 | Martín García         | 3 | Est. Municipal Saylla |

#### Tabla de posiciones GRUPO D
| Pos. | Equipo                | Pts. | PJ | PG | PE | PP | GF | GC | Dif. |
| ---- | --------------------- | ---- | -- | -- | -- | -- | -- | -- | ---- |
| 1.º  | Club UNSAAC           | 13   | 6  | 4  | 1  | 1  | 11 | 4  | 7    |
| 2.º  | Martín García         | 10   | 6  | 3  | 1  | 2  | 6  | 6  | 0    |
| 3.º  | Almudena FBC          | 6    | 6  | 2  | 0  | 4  | 8  | 10 | −2   |
| 4.º  | CD Estudiantes Saylla | 6    | 6  | 2  | 0  | 4  | 8  | 13 | −5   |

|  | Clasifica a cuartos de final. |

## Segunda etapa - Cuartos de final
Partidos de ida
| Fecha      | Hora  | Equipo 1            |   | Equipo 2          |   | Estadio                 |
| ---------- | ----- | ------------------- | - | ----------------- | - | ----------------------- |
| 07/07/2024 | 15:00 | FC Granada          | 0 | CD Jesuscelence   | 1 | Diego Quispe Tito       |
| 07/07/2024 | 15:00 | Cultural Roland     | 3 | CD Real Sociedad  | 1 | Est. Municipal de Poroy |
| 07/07/2024 | 13:00 | Club Talleres Cusco | 1 | Martín García     | 3 | Diego Quispe Tito       |
| 07/07/2024 | 11:10 | Club UNSAAC         | 1 | Juventud Progreso | 1 | Colegio Garcilaso       |

Partidos de Vuelta
| Fecha      | Hora  | Equipo 1          |   | Equipo 2            |   | Estadio               |
| ---------- | ----- | ----------------- | - | ------------------- | - | --------------------- |
| 12/07/2024 | 11:00 | CD Jesuscelence   | 4 | FC Granada          | 1 | Est. Cajonahuaylla    |
| 12/07/2024 | 11:00 | Martín García     | 1 | Club Talleres Cusco | 2 | Est. Ccoripata        |
| 13/07/2024 | 11:30 | Juventud Progreso | 2 | Club UNSAAC         | 1 | Est. "El hueco"       |
| 14/07/2024 | 11:00 | CD Real Sociedad  | 0 | Cultural Roland     | 5 | Est. Municipal Saylla |

## Tercera etapa - Semifinal
Partidos de Ida
| Fecha    | Hora  | Equipo 1          |   | Equipo 2        |   | Estadio                 |
| -------- | ----- | ----------------- | - | --------------- | - | ----------------------- |
| 20/07/24 | 11:30 | Juventud Progreso | 1 | Martín García   | 1 | Est. "El hueco"         |
| 20/07/24 | 15:00 | Cultural Roland   | 1 | CD Jesuscelence | 1 | Est. Municipal de Poroy |

Partidos de Vuelta
| Fecha    | Hora  | Equipo 1        |   | Equipo 2          |   | Estadio            |
| -------- | ----- | --------------- | - | ----------------- | - | ------------------ |
| 23/07/24 | 11:00 | CD Jesuscelence | 6 | Cultural Roland   | 0 | Est. Cajonahuaylla |
| 23/07/24 | 13:00 | Martín García   | 1 | Juventud Progreso | 2 | Est. "El hueco"    |

## Cuarta etapa - Final
| Fecha      | Hora  | Equipo 1        |       | Equipo 2          |      | Estadio            |
| ---------- | ----- | --------------- | ----- | ----------------- | ---- | ------------------ |
| 27/07/2024 | 11:00 | CD Jesuscelence | 1 (3) | Juventud Progreso | 1(1) | Est. Cajonahuaylla |